# Alexandre-François Caminade

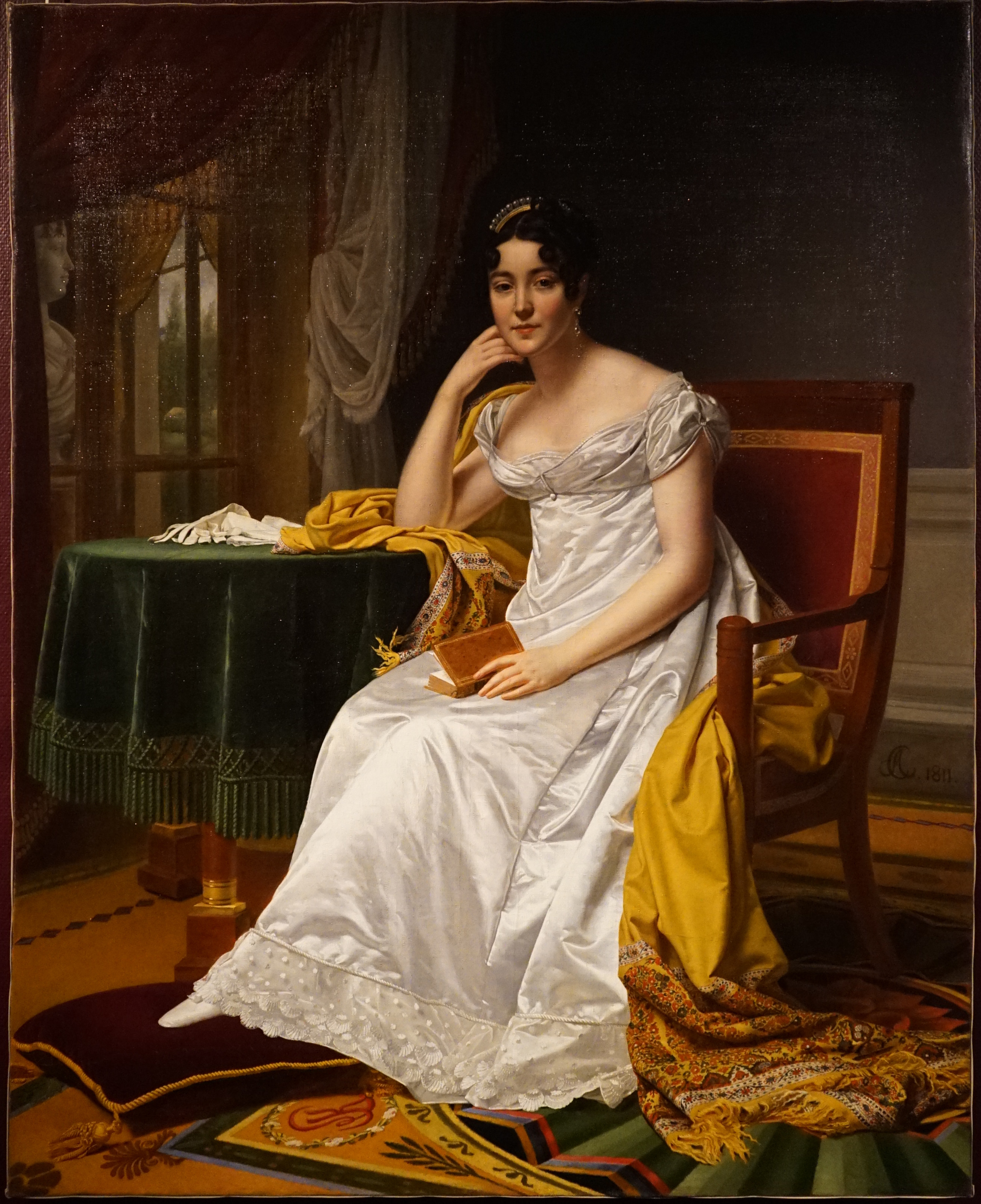

Alexandre-François Caminade (París, 1783 – París, 1862) fou un pintor francès que pintava principalment quadres de temàtica religiosa i retrats i va ser alumne de Jacques Louis David. Entre les seves obres principals destaca el retrat de Louise-Anne de Bourbon-Condé, s. XIX, Mairie de Nozières i Château de Versailles.

## Subhastades
- Àlbum de 64 dibuixos, 34,5 parell 28 cm, de diversa temàtica, en la Piasa, Hotel Drouot, 16 de juny de 2004, lot 191, no venut.
- 27 dibuixos en tres lots, núms. 171-173, diversitat temàtica, en Tajan, 15 de novembre de 2004, no venuts